# 阿森斯 (阿拉巴马州)
阿森斯（英語：Athens），是美国阿拉巴马州下属的一座城市。面积约为39.54平方英里（约合102.4平方公里）。根据2010年美国人口普查，该市有人口21,897人，人口密度为553.84/平方英里（约合213.84/平方公里）。